# Zhang Zhan
Zhang Zhan (Xianyang, 2 de setembro de 1983) é uma advogada e jornalista cidadã chinesa que tornou-se conhecida por cobrir as medidas restritivas em resposta ao surto de COVID-19 na cidade Wuhan em fevereiro de 2020. Foi condenada a quatro anos de prisão, acusada pelo governo de espalhar notícias falsas e desrespeitar protocolos sanitários.

## Jornalismo
Zhang viajou de Xangai a Wuhan para cobrir a pandemia COVID-19. Zhan gravou para o YouTube vídeos de ruas vazias, hospitais sobrecarregados, entrevistas com residentes, comentários e filmagens de um crematório, estações de comboio, e do Instituto de Virologia de Wuhan. De acordo com Zhang, os crematórios em Wuhan funcionavam dia e noite, durante um período em que a mídia estatal afirmava que a pandemia estava sob controle.

## Prisão

### Detenção
Zhang foi detida pela polícia no dia 14 de maio de 2020 e transportada de volta para Xangai. Ela foi presa sem ser acusada formalmente até novembro. Zhan é uma dos vários jornalistas, incluindo Li Zehua, Chen Qiushi e Fang Bin, que desapareceram ao mesmo tempo.
De acordo com o advogado de defesa Ren Quanniu, Zhang foi torturada por três meses antes da sentença e mantida algemada 24 horas. Zhan está em greve de fome desde junho de 2020 e está sendo alimentada à força por uma sonda, com as mãos atadas para evitar que ela o remova.
O advogado ainda a descreveu como muito fraca, "Além da dor de cabeça, tontura e dor de estômago, também havia dor na boca e na garganta. Ela disse que isso pode ser uma inflamação devido à inserção de uma sonda gástrica."
A Embaixada da China na Grã-Bretanha disse em um comunicado sobre o caso de que o direito dos presos de receber atenção médica foi "totalmente garantido" e que "qualquer um que viole a lei será sancionado de acordo".

### Julgamento e sentença
De acordo com o documento de acusação, Zhang "enviou informações falsas por meio de texto, vídeo e outras mídias através da Internet, como WeChat, Twitter e YouTube" e "aceitou entrevistas da mídia estrangeira Radio Free Asia e Epoch Times e especulou maliciosamente sobre a epidemia de Covid-19 em Wuhan”.
Zhang também foi acusada de inventar dois itens em seu relatório de Wuhan; que os residentes foram forçados a pagar uma taxa para fazer os testes de COVID-19 e que os residentes confinados em suas casas receberam verduras podres dos comitês de bairro. Zhang admitiu todos os fatos materiais do caso, mas se recusou a se confessar culpada e disse que suas informações não eram falsas.
Apoiadores e um diplomata britânico foram impedidos de entrar no tribunal durante o julgamento, que durou menos de três horas no total. Ela foi condenada por um tribunal de Xangai a quatro anos de prisão em dezembro de 2020, sendo a primeira jornalista a ser condenada por relatar a pandemia na China.
Em maio de 2024 foi libertada da prisão.

### Reações
A embaixada britânica em Pequim disse que o seu caso "levanta sérias preocupações sobre a liberdade da mídia na China" e que ela "é um dos pelo menos 47 jornalistas atualmente detidos na China." O paradeiro de outros jornalistas cidadãos - incluindo Chen Qiushi e Fang Bin - é desconhecido." Em dezembro de 2020, a UE exigiu sua libertação. De acordo com a Amnesty International, "jornalistas cidadãos são uma das únicas fontes de informação não censurada sobre a pandemia na China, no entanto, são muito poucos devido à negação de credenciais para eles".
Em uma carta conjunta ao líder chinês Xi Jinping postada em 17 de setembro de 2021, uma coalizão de 45 organizações não governamentais, incluindo o Repórteres sem Fronteiras (RSF), pediu que Zhang fosse libertada de forma "imediata" devido ao seu estado de saúde. O chefe da sucursal da RSF na Ásia Oriental, Cédric Alviani, afirmou que Zhang "nunca deveria ter sido presa, muito menos submetida a uma dura sentença de prisão."
Em novembro de 2021, a RSF anunciou Zhang como indicada ao prêmio de liberdade de imprensa da organização por coragem, em reconhecimento ao seu trabalho jornalístico, sendo anunciada como a destinatária uma semana depois.
Em 20 de novembro de 2021, o porta-voz da missão diplomática da China nas Nações Unidas em Genebra, Liu Yuyin, respondeu com fortes críticas à declaração do escritório de direitos humanos da ONU do dia anterior, quando havia exigido a libertação de Zhang. Liu Yuyin disse que o escritório fechou "os olhos para as informações fornecidas pela China através de canais normais", fez comentários "irresponsáveis" e "errôneos" e que o sucesso da China no combate à pandemia de COVID-19 "não é algo que alguém possa distorcer ou descartar".